# موخي (خصب)
موخي منطقة سكنية تقع في ولاية خصب، التابعة لمحافظة مسندم في سلطنة عمان. يقدر عدد سكانها بـ 3 نسمة حسب إحصاء عام 2010 التابع للمركز الوطني للإحصاء والمعلومات الحكومي. رمز المنطقة هو 30140033.

## الوصلات الخارجية
- المركز الوطني للإحصاء والمعلومات، سلطنة عمان